# لي ميلز
لي ميلز (بالإنجليزية: Lee Mills)‏ (10 يوليو 1970 في المملكة المتحدة - ) هو مدرب كرة قدم ولاعب كرة قدم بريطاني في مركز الهجوم. لعب مع برادفورد سيتي وبورت فايل وديربي كاونتي وستوك سيتي وكوفنتري سيتي ومانشستر سيتي ونادي بورتسموث ونادي هيرفورد ووولفرهامبتون واندررز وStocksbridge Park Steels F.C. ‏ ونادي تلفورد يونايتد.

## وصلات خارجية
- لي ميلز على موقع قاعدة بيانات كرة القدم.إي يو (الإنجليزية)
- لي ميلز على موقع Soccerbase.com (لاعب) (الإنجليزية)
- لي ميلز على موقع عالم كرة القدم.نت (الإنجليزية)